# Italská hokejbalová reprezentace
Italská hokejbalová reprezentace je výběrem nejlepších italských hráčů v hokejbale. V Mistrovství světa v hokejbalu se poprvé účastnila v roce 2003 ve švýcarsku ve městě Sierre kde skončila na čtvrtém místě. Největším úspěchem italského týmu je jedna bronz z Mistrovství světa v hokejbalu 2005 v Pittsburghu vyhrálo nad Portugalskem 6–1 a stává se čtvrtým držitelem medaile v Mistrovství světa v hokejbalu. Tým Itálie se začal postupně zhoršovat.

## Účast namistrovstvísvěta
| MS      | Místo konání           | Umístění        |
| ------- | ---------------------- | --------------- |
| MS 2003 | Švýcarsko (Sierre)     | 4. místo        |
| MS 2005 | USA (Pittsburgh)       | . místo         |
| MS 2007 | Německo (Ratingen)     | 4. místo        |
| MS 2009 | Česko (Plzeň)          | 7. místo        |
| MS 2011 | Slovensko (Bratislava) | Nezúčastnilo se |
| MS 2013 | Kanada (St. John's)    | 12. místo       |
| MS 2015 | Švýcarsko (Zug)        | 10. místo       |